# كيث رايت
كيث رايت (بالإنجليزية: Keith Wright)‏ (17 مايو 1965 بإدنبرة في المملكة المتحدة - ) هو مدرب كرة قدم ولاعب كرة قدم بريطاني في مركز الهجوم. شارك مع منتخب اسكتلندا لكرة القدم. أما مع النوادي، فقد لعب مع ريث روفرز ونادي دندي ونادي هيبرنيان ونادي ستنهاوسموير ونادي كاودينبيث لكرة القدم ونادي غرينوك مورتون.

## وصلات خارجية
- كيث رايت على موقع قاعدة بيانات كرة القدم.إي يو (الإنجليزية)
- كيث رايت على موقع Soccerbase.com (لاعب) (الإنجليزية)